# Sweet Democracy
Sweet Democracy è un film del 2016 diretto da Michele Diomà.

## Produzione
Il film costituisce l'opera prima di fiction del regista Michele Diomà e propone in chiave satirica un'indagine sul grado di libertà di stampa che c'è in Italia dal periodo post-tangentopoli alternando parti di fiction a documentaristica. Il progetto è stato uno degli ultimi lavori a cui ha preso parte il drammaturgo premio Nobel Dario Fo.

## Accoglienza
Il film dopo aver partecipato a vari Festival internazionali nell'autunno 2017 è stato presentato in anteprima nordamericana presso la New York University. Sweet Democracy è stato oggetto di due interrogazioni in commissione parlamentare Vigilanza RAI.